# 有藤通世
有藤 通世（Aritou Michiyo，1946年12月17日—），日本棒球選手，出生於高知縣高岡郡宇佐町，曾經效力於日本職棒羅德獵戶星隊等隊伍，於1986年退休，生涯通算348支全壘打。